# Marienbasilika (Natchez)

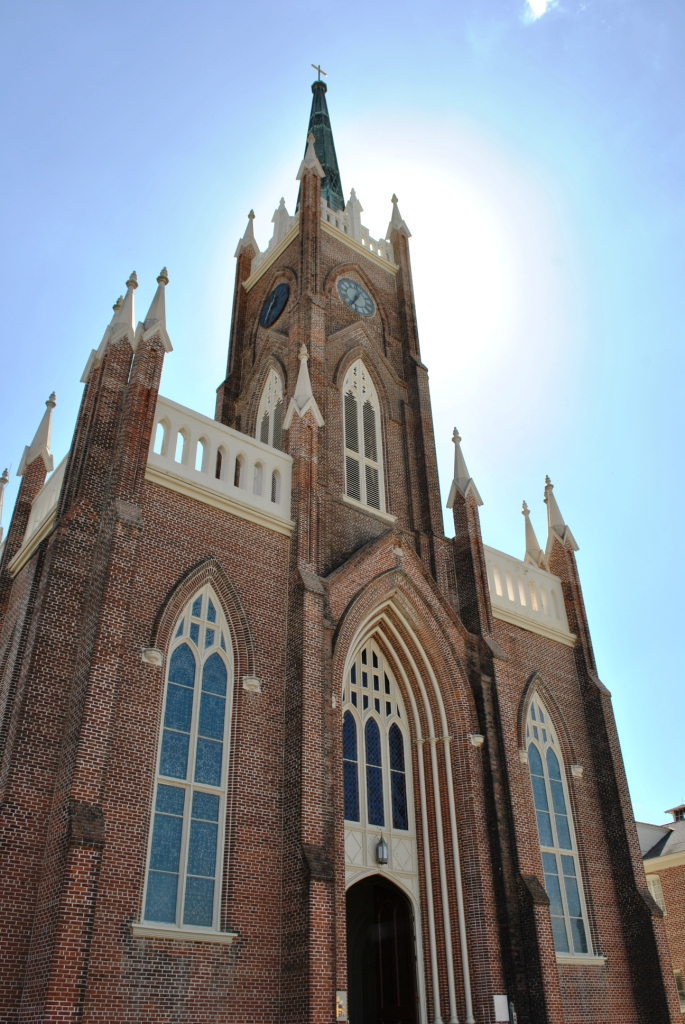
Marienbasilika, Natchez

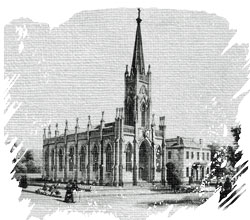
Kirche um 1940

Die Marienbasilika (englisch St. Mary Basilica) ist eine römisch-katholische Kirche in Natchez im US-amerikanischen Bundesstaat Mississippi. Die Pfarrkirche des Bistums Jackson wurde als Kathedrale des früheren Bistums Nanchez im 19. Jahrhundert erbaut und hat heute den Rang einer Basilica minor. Im Jahr 1979 wurde die neugotische Kirche unter ihrem früheren Namen Cathedral St. Mary als Teil des Natchez On-Top-of-the-Hill Historic Districts in das National Register of Historic Places aufgenommen.

## Geschichte
Die katholische Gemeinde in Natchez geht auf das Jahr 1682 mit der ersten dokumentierten Messe zurück, 1722 wurde die erste französische Pfarrei gegründet. 1778 bauten Spanier eine Kirche. Das Bistum Natchez (heute die Diözese Jackson) wurde 1837 gegründet, und 1842 wurde mit dem Bau einer neuen Kathedrale begonnen. Sie wurde am 25. Dezember 1843 eingeweiht, aber die Diözese musste bis 1882 warten, bis das Gebäude fertig gestellt war, 40 Jahre nach Baubeginn. Das Gebäude wurde am 19. September 1886 geweiht und blieb bis 1977 die Kathedrale der  Am 8. September 1998 wurde sie durch Papst Johannes Paul II. zur Basilika minor ernannt und am 25. September 1999 als solche eingeweiht.
Im Jahr 2007 wurde der Leichnam von Bischof John J. Chanche, erster katholischer Bischof von Mississippi, von einem katholischen Friedhof in Baltimore exhumiert und nach Natchez zurückgebracht, um im Kirchhof der St. Mary Basilica beigesetzt zu werden.

## Architektur
Die Kirche Our Lady of Sorrows wurde von dem Architekten Robert Cary Long Jr. aus Baltimore im neugotischen Stil entworfen; der leitende Architekt war James Hardie. Sie ähnelt Longs zeitgenössischer Kirche St. Alphonsus in Baltimore. Der Backsteinbau ist zweistöckig und wurde auf einem teilweise erhöhten Untergeschoss errichtet. Sie weist einen halbkreisförmigen Apsidenabschluss, Zierfialen und Strebepfeiler auf. Der zentrale quadratische Turm, der mit einer Spitze versehen ist, ist in die Struktur eingebettet und verfügt über einen vertieften gotischen Eingang, der mit Fialen gekrönt ist.

## Ausstattung

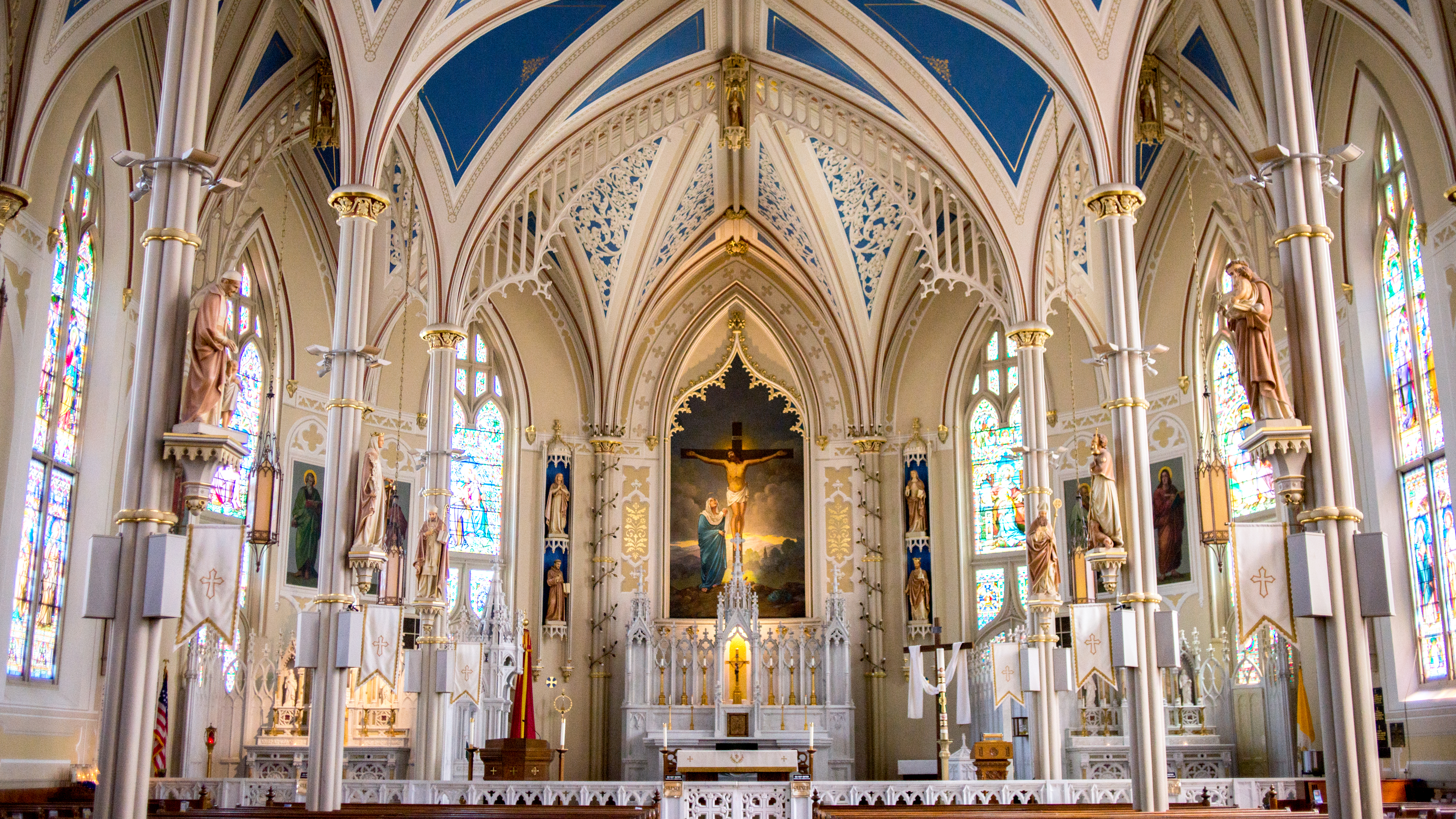
Innenraum

Von den 16 Buntglasfenstern stammen 12 von der Tiroler Glasmalerei aus Innsbruck und wurden von 1884 bis 1893 installiert. Die weiteren vier wurden von Emil Frei aus St. Louis, Missouri, entworfen und 1961 installiert.
Die Ausstattung des Chors mit drei Altären und einer Kommunionbank wurde in Italien aus Carrara-Marmor gefertigt, die beiden Seitenaltäre wurden 1903 und der Hauptaltar 1930 aufgebaut. 1991 wurden ein neuer Eichenaltar und ein Pult installiert.
Die ursprüngliche Orgel stammt von H. Pilcher and Sons aus dem Jahr 1882. Nach den Schäden durch einen Tornado wurde die Basilika restauriert.